# Сатанизъм
Сатанизмът може да бъде религиозно, полурелигиозно или философско движение.

## Разновидности
Заради разнообразните му форми, развиващи се дори и в момента, е трудно да бъдат изведени общите принципи, на които е изграден. Единствените общи за всички сатанински течения ценности идеи са свободата, индивидуализмът и антиконформизмът. Сатанинските организации са разнообразни по характер, а понякога и еклектични.
Тези, които възприемат християнската представа за Сатаната и я боготворят, се наричат дуатеисти. Идеите им се характеризират със силен контраст спрямо тези на християнството. Типични действия за тях са поруганията – целият им възглед е изграден върху опозиция срещу християнските (понякога и обществените) ценности.
Атеистичният сатанизъм, водещ началото си от Антон Шандор Ла Вей и неговата Сатаниска Църква и Сатанинска Библия, е философско течение характеризиращо се с индивидуализъм, асертивност, уважение към всички живи същества и отстояване на човешката свобода, когато тя бива неправилно ограничена от християнството или друг възглед, Лавейските сатанисти не приемат Сатаната като свръхествествено същество, те дори отричат съществуването му. Те смятат, че човек сам трябва да владее живота си, но въпреки това, аналогично на християнския начин на живот, живеят по правила от „Сатанинската Библия“.
Друг вид сатанински организации са теистични. Те признават съществуването на Сатаната като истинска фигура, с която могат да се свързват, контактуват и дори подчиняват. В определени случаи вярата им включва и други свръхестествени същества, като демони и богове от предхристиянски религии.
Joy of Satan и Temple of Set например са две сатанински организации, които съответно се градят на почитане на шумерски богове (Енки) и египетски богове (Сет). Те смятат че представата, която християнството е изградило за съответните богове е пречупена и невярна и посвещават живота си на духовно развитие, служейки или почитайки забравени в днешното общество богове.
Съществуват и сатанисти, нечленуващи в никаква организация, които се посветяват на себеусъвършенстване чрез индивидуално развитие. Те сами избират дали да възприемат Сатаната като символ на развитието си или Бог, който може да го подпомогне.

## Произход и история на сатанизма
Има един период, през който много думи и представи проникват у евреите от Вавилон. Това проникване на думи е известно като суперстрат.
„STN“-(שטן, Син-Тет-Нун) на древноеврейски означава „противник, поставящ препятствия“, на арамейски също има „STN“שִׂטְנָא, което означава „обвинител, враг, противник“. Ако се прибави само една гласна в края на שטן от „противник“ се получава „ангел“ на древноеврейски. Като се вземе предвид, че и халдейският е от групата на семитските езици, в халдейския има дума „STN“ и тя е ненавист. Евреите заемат тази дума от халдейците.
Според небезизвестния Габриил Антуан Пажес (1854 – 1907) тази дума също означава „ненавист“ и носи белега на халдейската или вавилонската религия (халдейска религия и вавилонска религия са понятия, които в науката се възприемат като еднозначни).
Сатанизмът се появява като отказ от вавилонската религия, а по-късно еволюира до отказ от всякаква религия, което важи към днешна дата за множество сатанисти. Сатанизмът има нещо общо с гръцкото учение атеизъм, доколкото и той не признава никакви висши сили, стоящи над човека. Но има и много разлики с него.
Според халдейците, откъдето е заимствана от евреите думата „сатана“, такъв „паднал ангел“ изобщо никога не е имало. Думата е означавала конкретно състояние на духа – ненавист. И е свързана с учение, подобно на гръцкото атеизъм, което е отказвало да признава организираните религии, насаждани от жреците и изобщо всички висши сили и то под предлог, че са му ненавистни и с това си е навлякло неприятности. Например евреите, които тогава били поробени от халдейците, си кръстили цял ангел с името на това учение (който ангел според евреите не е падал никога и никъде и който не влиза в противоречия с Бога), за да го обозначат като носещо неприятности. А християнските богослови, доразвили тази представа, кръщавайки я с римското Луцифер = Светоносец и така префасонизирания Сатана Луцифер просто ей тъка, без никакъв обоснован на Библията текст, го „изхвърлили“ от Рая. В Библията няма текст, където Сатаната да е наричан Луцифер.
И действително всеки желаещ може за себе си да обори мита за Падналия зъл ангел – в християнската Библия няма описан момент как Луцифер-Сатаната, заедно с други последвали го ангели, вдига бунт срещу Бог поради своето високомерие и същият Бог го изхвърля от Рая, заедно със симпатизиращите му ангели в Ада. Според Библията Сатаната никога не е бил гонен от Рая. Пак според нея – той никога не е спирал нито за миг да бъде Божият любимец, използван от Бог, за да твори нещастие. Името „Луцифер“, с което по-късно започва да бъде назоваван Сатаната, както и изхвърлянето на въпросната личност от Рая заради опит чрез бунт да заеме мястото на Бога са продукт на една фалшификация на превод на Библията на латински.
Според същия Габриил Антуан Пажес, фалшификацията е дело на Йероним (331 – 420), който е преводач на Библията на латински език (Вулгата). Йероним е проповядвал религиозен фанатизъм и крайна нетърпимост към всичко нехристиянско. Той, възползвайки се от факта, че Исай сравнява вавилонския цар Навуходоносор, поробителя на евреите, със Зорницата (планетата Венера, наричана Хелел – Заря от евреите и Луцифер – Светоносец от римляните) си позволил да изложи на латински началото на ст.12, гл.14 на пророчеството на Исая така: „Quomodo cecidasti de coelo, Lucifer, qui mane oriebaris“ („Как падна от небето, Луцифере, ти, който ставаше в зори“). Същото в българския превод на Библията звучи така: „Как си паднал от небето, ти, Денице, сине на зората“. Точно този момент някои християни неуместно обявяват за изгонване на Сатаната от Рая, твърдейки: „Падането на Луцифер е отбелязано в Библията! За това говори сам Исай!“. Оригиналният текст обаче е предсказание не за изхвърления от Рая Сатана, а за вавилонския цар Навуходоносор, че Бог ще срине царството му: „… Ти ще подемеш победната песен срещу вавилонския цар и ще кажеш как изчезна мъчителят, пресече се тиранията! Господ съкруши жезъла на нечестивците, скиптъра на владетелите. Как падна от небето, Денице, сине на зората! Разби се о земята ти, който тъпчеше народите!“ – този текст е доста орязан и в българския вариант на Библията. Не може да се твърди, че Исай говори за изхвърлянето на Луцифер-Сатаната от Рая. Става дума за Навуходоносор и само за него. И тъй като в Библията никъде не пише, че Луцифер-Сатаната някога се е опълчвал на Бога поради прекомерна гордост и желание да седи на трона му и е бил изхвърлен поради това в Ада, то следва да се приеме, че няма нищо такова, особено в Стария завет.

## Основи на сатанизма
Опирайки се на факта, че „Сатана“ е дума с халдейски произход, означаваща „ненавист“. Сатанизмът рязко се отграничава от авраамическите религии в редица отношения от философски характер.
Сатанизмът като философия силно набляга върху индивидуализма и върху ненавистта към авраамическите религии поради тяхната организираност и философското им направление (това да не се бърка с ненавист към хората, които ги изповядват). Сатанизмът в своя първоначален вид не е религия, а е философия и няма нищо общо с християнството. В него липсват и много неща, характерни за религиите въобще и най-вече, липсва вярата във висши сили, стоящи над хората. Сатанизмът в началото за някои сатанисти е индивидуалистичен мироглед. Неслучайно се говори, че всеки сатанист има собствен сатанизъм. И действително всеки сатанист си формира свое собствено разбиране за сатанизма, независимо към коя форма се е насочил.
Съвместното съжителство на сатанизма с юдеизъм, християнство и мюсюлманство води до появата на разклонения в първоначалния вид на философската система на сатанизма – появяват се всякакви форми на сатанизъм, като например дяволопоклонничество, шейтанизъм, атеистичен сатанизъм, езически сатанизъм, сатанархия, вараксизъм, сатанизъм на Ла Вей, луциферианство.

## Възгледи на сатанистите
Сходствата във възгледите на сатанистите са онова нещо, което образува единно светоусещане – сатанизъм. И тъй като тези форми на сатанизъм, които бяха изброени по-горе, не съществуват в някакво непреодолимо противоречие помежду си и схващат критиката като градивна и полезна за себе си (това важи най-вече за вараксизма и за атеистичния сатанизъм), то може да се говори относително общо за сатанизма.
Общо за много сатанисти е следното:
1. Признава се за недостойно преклонението пред висши сили и изобщо признаването на съществуването на каквито и да било висши сили. На почит са атеизмът и науката.
2. Не се използват понятия като „добро“ и „зло“, тъй като това са едни субективни и доста емоционално украсени понятия, които не могат да опишат правилно света.
3. Приема се масово, че в сатанизма няма правила и няма догми, задължителни за спазване. Това произтича от факта, че сатанизмът е индивидуалистически мироглед.
4. Във връзка с взаимоотношенията с хората – прието е отношение на принципа „каквото повикало, такова се обадило“.
5. Безпричинно не се дава прошка и не се получава прошка.
6. Приета е идеята, че сатанистите не следва да се организират по никакъв начин (било в църкви или подобно), тъй като това е мироглед на Личността.
7. Сатанистите не приемат масовите религии, масовата култура и тълпите във всичките им измерения. Затова и те не се стремят да бъдат мнозинство в света.
8. Сатанинският мироглед не включва в себе си стремеж към някаква точно определена велика цел, която да даде конкретен начин на живот. Поради това всеки сатанист сам си определя своите цели и начините, по които ще ги постигне.
9. Сатанизмът е път на неограничавано от нищо себеразвитие.

## Имидж на сатанистите
Повечето сатанисти имат склонност към мрачния имидж, което идва от възгледа, че не живеят в свят, преливащ от любов и справедливост. Други, знаейки, че всичко си има край, включително и животът, възприемат мрачния имидж като подготовка за края. Също така и от чисто символистична гледна точка всичко неизвестно се крие някъде там в тъмното и мрака. В сатанизма има силно подчертан стремеж да се разкрива неизвестното, да се търсят някакви истини.
Все пак трябва да се има предвид и че не всички сатанисти имат склонност към поддържане на мрачен имидж.